# Rudi Lattner
Rudi Lattner (eigentlich: Rudolf Lattner; * 20. Februar 1904 in Dresden; † 2. Februar 1945 in Jugoslawien) war ein Dresdner Arbeitersportler und antifaschistischer Widerstandskämpfer.

## Leben

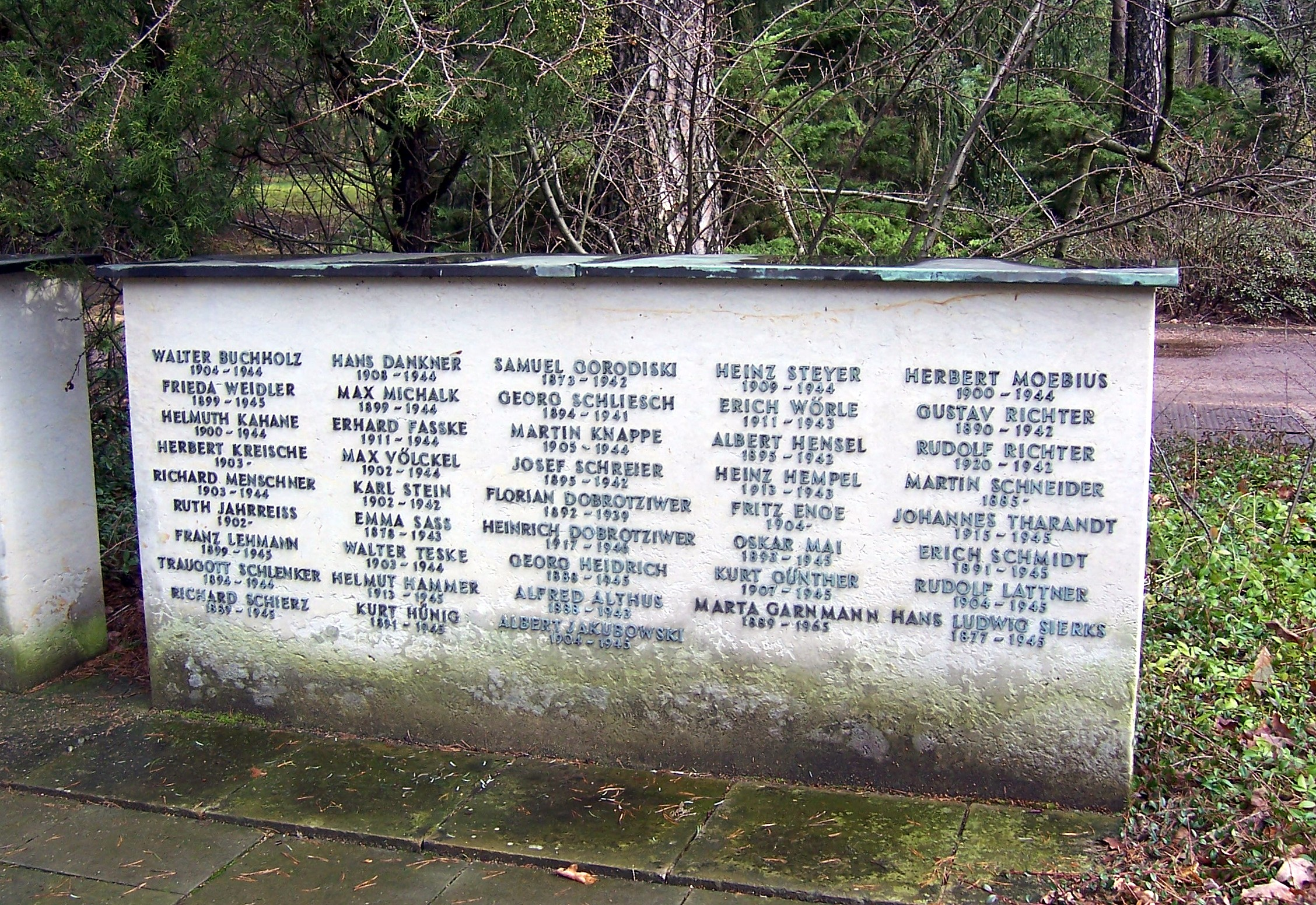
Symbolische Grabstätte Lattners im Ehrenhain des Heidefriedhofs

Rudi Lattner arbeitete als kaufmännischer Angestellter. In seiner Freizeit war er ein aktiver Bergsteiger und kam dadurch mit der Vereinigten Kletterabteilung (VKA, auch: „Rote Bergsteiger“) in Kontakt. Die VKA war eine Widerstandsgruppe in der Zeit des Nationalsozialismus, die sich aus den Reihen der Arbeiterbewegung und der Naturfreunde zusammensetzte und besonders in der Sächsischen Schweiz und im Erzgebirge aktiv war. Lattner sang auch gemeinsam mit Fritz Hoffmann im Bergsteigerchor, der von Kurt Schlosser geleitet wurde. Obwohl Lattner parteilos war, beteiligt er sich an den illegalen Widerstandsaktionen des VKA. Dazu gehörte vor allem, illegal in der Tschechoslowakei gedruckte Zeitungen und Zeitschriften über die Grenze durch das Elbsandsteingebirge nach Deutschland zu schleusen.
Im Jahr 1934 wurde Lattner von der Gestapo verhaftet und im sogenannten „Braunbuchprozess“ zu 5 Jahren Zuchthaus und 5 Jahren Ehrenverlust verurteilt. Die Gefängnisstrafe musste er im Zuchthaus Waldheim absitzen. Nach seiner Entlassung nahm er erneut Kontakt zu seinen VKA-Kameraden auf. Im Jahr 1941 wurde er, wie auch andere als „wehrunwürdig“ eingestufte Antifaschisten, zur Strafdivision 999 einberufen. Im Jahr 1943 wurde seine Einheit auf den Balkan verlegt. Im Februar 1945 erhielt seine Ehefrau die Nachricht, dass Rudi Lattner „verstorben“ sei. Es konnte nie geklärt werden, ob er an der Front fiel oder von einem Exekutionskommando der Wehrmacht getötet wurde. Sein symbolisches Grab befindet sich im Ehrenhain des Heidefriedhofs.

## Gedenken
Im November 1962 wurde die ehemalige Zastrowstraße in Dresden-Dölzschen in Rudi-Lattner-Straße umbenannt. 